# Kaliska (gromada w powiecie konińskim)
Kaliska – dawna gromada, czyli najmniejsza jednostka podziału terytorialnego Polskiej Rzeczypospolitej Ludowej w latach 1954–1972.
Gromady, z gromadzkimi radami narodowymi (GRN) jako organami władzy najniższego stopnia na wsi, funkcjonowały od reformy reorganizującej administrację wiejską przeprowadzonej jesienią 1954 do momentu ich zniesienia z dniem 1 stycznia 1973, tym samym wypierając organizację gminną w latach 1954–1972.
Gromadę Kaliska z siedzibą GRN w Kaliskach utworzono – jako jedną z 8759 gromad na obszarze Polski – w powiecie konińskim w woj. poznańskim, na mocy uchwały nr 25/54 WRN w Poznaniu z dnia 5 października 1954. W skład jednostki weszły obszary dotychczasowych gromad Gogolina, Kaliska i Kopydłowo oraz miejscowość Ostrówek z dotychczasowej gromady Wiśniewa ze zniesionej gminy Wilcza Góra, a także miejscowości Suchary i Wola Spławiecka (wieś) z dotychczasowej gromady Wola Spławiecka ze zniesionej gminy Kleczew – w tymże powiecie. Dla gromady ustalono 11 członków gromadzkiej rady narodowej.
Gromadę zniesiono 1 stycznia 1958, a jej obszar włączono do gromad: Budzisław Kościelny (miejscowość Wola Spławiecka) i Wilczyn (miejscowości Gogolina, Gogolina Nowa, Gogolina Stara, Kaliska, Kaliska kolonia, Kaliska parcela, Kopydłowo, Kopydłowo parcela, Kopydłowo A, Kopydłowo B, Kopydłowo C, Kopydłowo Nowe, Kopydłówek, Kwiatkowo, Ostrówek i Suchary) w tymże powiecie.